# Dipoenata longitarsis
Dipoenata longitarsis là một loài nhện trong họ Theridiidae.
Loài này thuộc chi Dipoenata. Dipoenata longitarsis được J. Denis miêu tả năm 1962.